# Port lotniczy Bousso
Port lotniczy Bousso – krajowy port lotniczy położony w Bousso w Czadzie.